# Złoty Stok
Złoty Stok [zuoty stok] (v překladu „Zlatý svah“, česky Rychleby, původně německy Reichenstein, tj. „bohatý kámen, skála“) je město v Polsku v Dolnoslezském vojvodství v okrese Ząbkowice Śląskie, ležící 15 kilometrů východně od Kladska; přes hranici sousedí s českou obcí Bílá Voda. V roce 2023 zde žilo 2 481 obyvatel.
Od českého názvu Rychleby nesou své pojmenování Rychlebské hory (polsky Góry Złote), které se zvedají na jih od města. Přes Złoty Stok vede silnice spojující Nysu a Kladsko; železnice do města byla zrušena.

## Historie

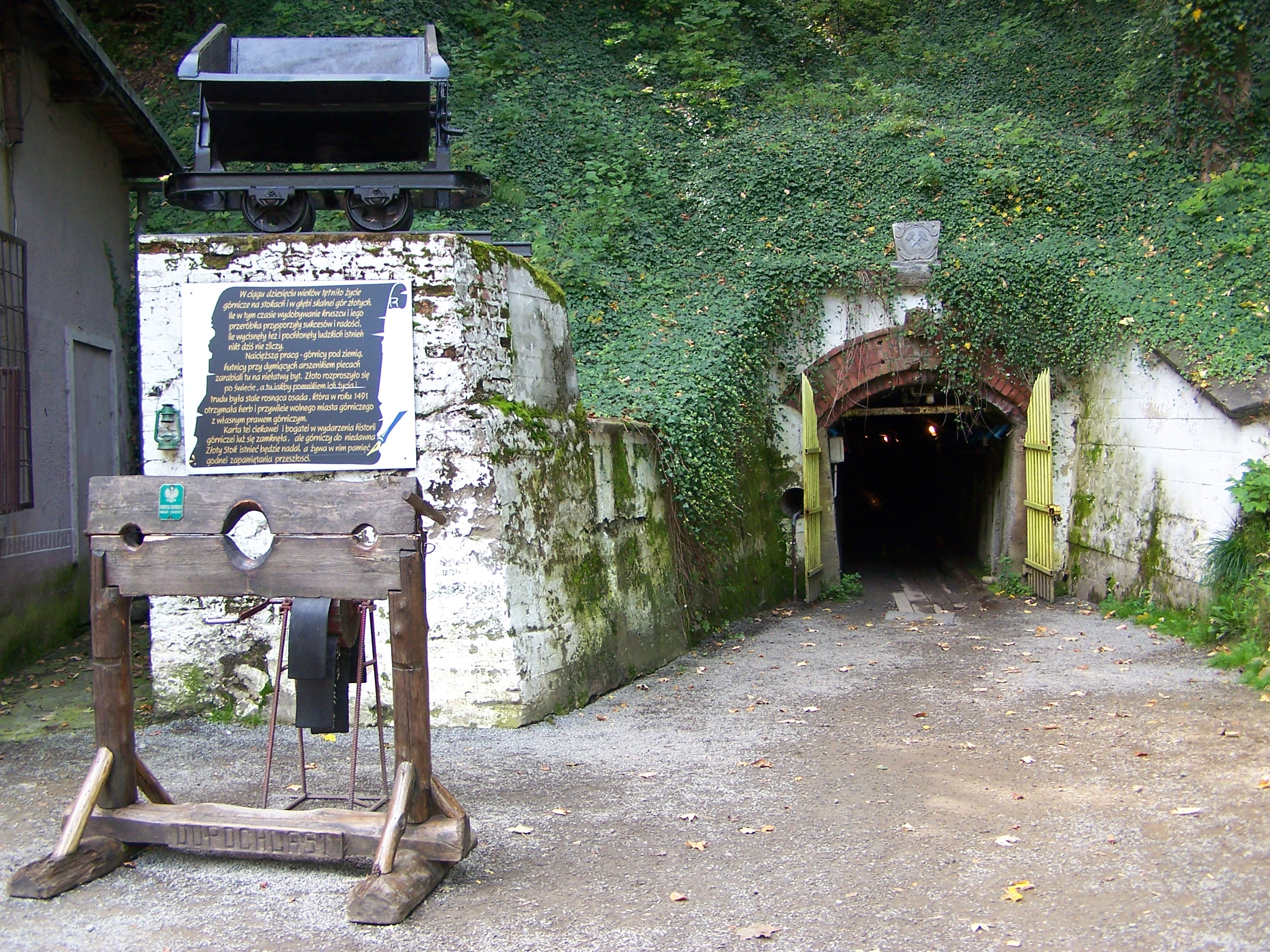
Bývalý zlatý důl, dnes muzeum těžby zlata

Złoty Stok je nejstarším hornicko-hutnickým komplexem v Polsku, podle archeologických nálezů se zde těžilo zlato již v 10. století.
V roce 1273 kníže Jindřich IV. Probus udělil cisterciáckému opatství z Kamience Ząbkowického právo těžby zlata v oblasti Złotého Stoku. Nejstarší dokumenty, obsahující potvrzení městských práv Złotému Stoku, jsou z roku 1332, avšak datum prvotního udělení městských práv tomuto hornickému sídlu není známo. Dne 17. února 1491 Złoty Stok získal statut svobodného horního města a tomu odpovídající znak a vlajku.
Město, které původně patřilo slezským Piastovcům, od roku 1392, po smrti Anežky Habsburské, vdovy po knížeti Boleslavu II. Malém, jehož sestřenice Anna Svídnická byla třetí manželkou císaře Karla IV., připadlo Koruně české. V roce 1581 bylo město zakoupeno Vilémem z Rožmberka, který zde nechal razit zlaté dukáty a stříbrné tolary, ozdobené Rožmberkovým poprsím a znakem, Zlatým rounem či napisy s oficiální titulaturou. Od roku 1742 se město stalo součástí Pruska. 
Po skončení druhé světové války v roce 1945 připadla tato část Pruska Polsku. V letech 1945/1946 byl někdejší Reichenstein pojmenován jako Równe, zatímco místní železniční stanice nesla název Rychłowiec. Hornická činnost na území města byla ukončena v roce 1961, kdy zde byl uzavřen poslední důl na těžbu arzénových rud. Do uzavření zlatých dolů se zde celkově vytěžilo asi 16 tun zlata.

## Pamětihodnosti
- Historické centrum města s řadou památkově chráněných domů
- Kostel svatého Kryštofa
- Kostel Neposkvrněného početí Panny Marie
- Hřbitovní kostel Nejsvětější Trojice
- Kaple svaté Anny na Křížové hoře
- Budova mincovny
- Muzeum hornictví a hutnictví